# Насва (приток Смердели)
Насва — река в России, протекает по Новосокольническому району Псковской области.
Река вытекает из озера Большие Насцы у деревни Руново и течёт на север. У деревни Новое река поворачивает сначала на восток, затем на юг. Устье реки находится в 60 км от устья Смердели по левому берегу к западу от деревни Кожемяки. Длина реки составляет 18 км.
Река протекает по территории Руновской волости. На берегу стоят деревни Руново (центр волости), Жуково, Новое и (восточнее устья) Кожемяки.

## Данные водного реестра
По данным государственного водного реестра России относится к Балтийскому бассейновому округу, водохозяйственный участок реки — Ловать и Пола, речной подбассейн реки — Волхов. Относится к речному бассейну реки Нева (включая бассейны рек Онежского и Ладожского озера).
Код объекта в государственном водном реестре — 01040200312102000023056.